# Chiffon (kaka)

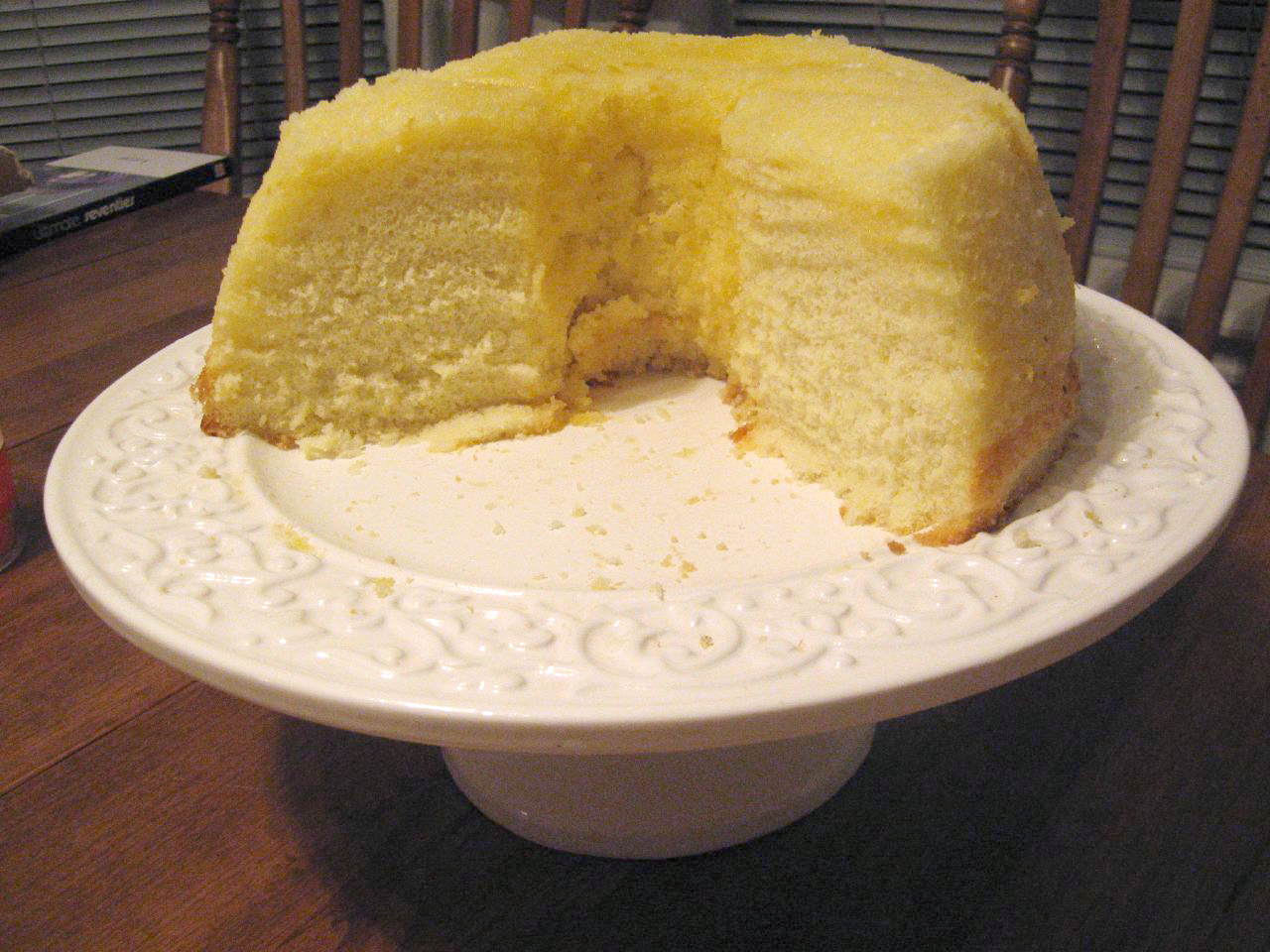
Chiffonkaka.

Chiffon ([ˈʃɪf.ɒn]) eller chiffonkaka är en typ av sockerkaka, av amerikansk ursprung, som kännetecknas av sin lätta, fluffiga och mjuka konsistens. Den görs med vegetabilisk olja, ägg, socker, mjöl, bakpulver och aromer. Det som särskiljer den från andra sockerkakor är användning av vegetabilisk olja, som gör det lättare att få en luftig kaka. Chiffon får sin volym av bakpulver och hårdvispade äggvitor i kaksmeten. Den blir extra fluffig och lätt på grund av att oljan i dess smet håller luften bättre än smör. Kakan bevarar också fukten bättre och torkar inte ut lika lätt som en vanlig sockerkaka. Smör ger sockerkakor en rikare smak dock.
Sockerkakans namn kommer från det tunna, lätta och transparenta tyget chiffong (franska och engelska: chiffon). För gräddningen av chiffon används vanligtvis en form med rör i mitten, liknande den klassiska svenska sockerkaksformen. Men även en rund kakform kan användas. Det viktiga är att formen inte har non-stickbeläggning och inte heller smöras eller fodras med bakplåtspapper. Annars finns det en risk att kakan inte blir lika luftig eftersom under bakning smeten reser sig med hjälp av formens sidor.

## Tillredning
Chiffonkakor tillreds genom att ägg delas i gulor och vitor utan att någon gula medföljer i vitor. Äggulor, vegetabilisk olja, vanilj och socker vispas ihop i en bunke. Sedan siktas mjöl och bakpulver i blandningen och rörs ihop. Äggvitor vispas separat med hjälp av en elvisp i en ren bunke och när de börjar skumma tillsätts socker, lite i taget. Man fortsätter att vispa tills man får en marängssmet med fasta toppar. Det vill säga när man drar ut vispen med lite maräng på och håller den upp och ner ska vitan bilda en topp som håller formen och inte kollapsar, förutom den yttersta toppen som kan böja sig ner lite.

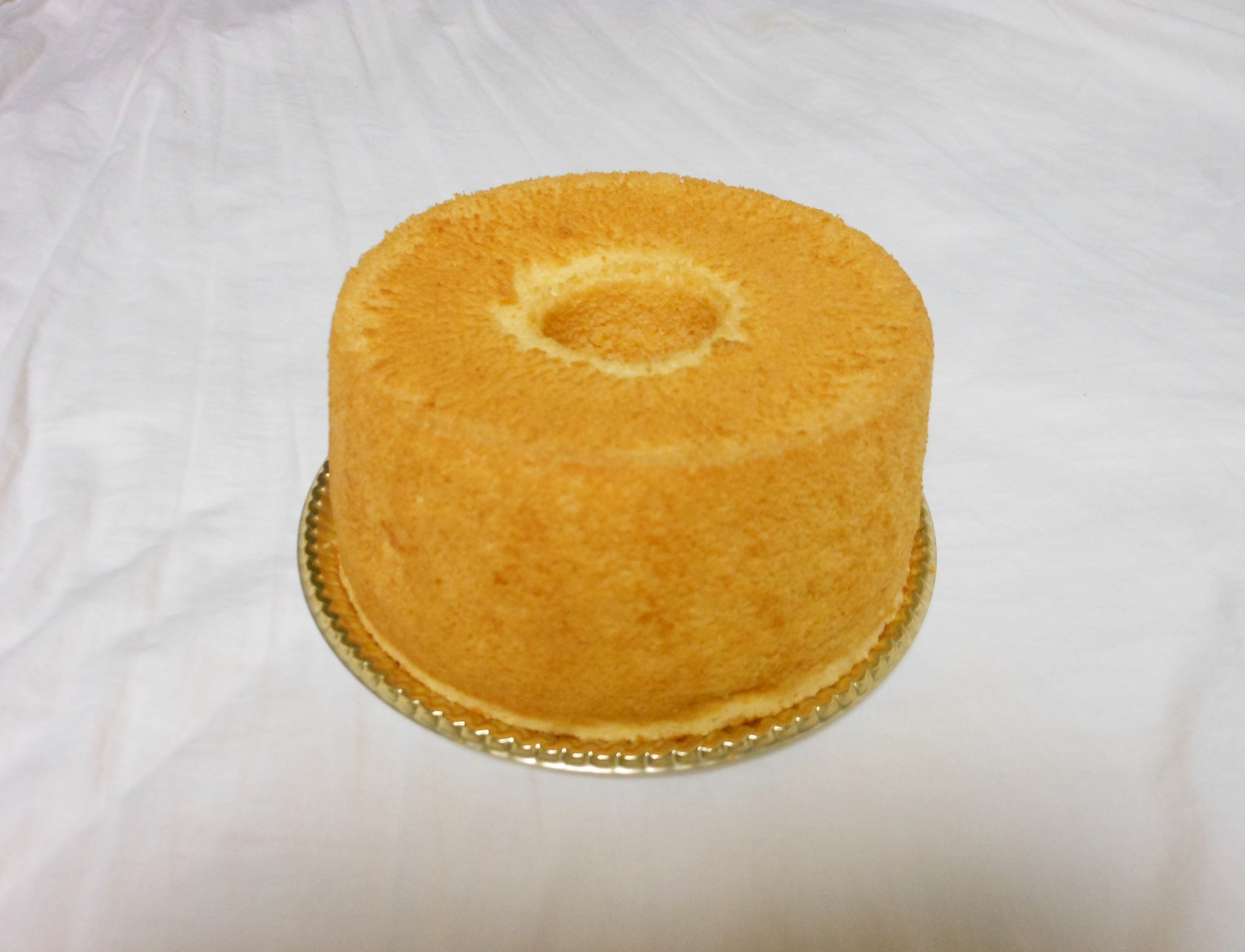
Chiffonkaka

Sedan vänds äggvitorna försiktigt i ägguleblandningen i två omgångar. När de har blandats väl, utan att luften har slagits ut ur semeten, hälls den ner i en form och bakas i ugnen. När kakan är färdigbakad och tagits ut från ugnen behålls den i formen och ställs uppochner medan den kyls ner. Ibland kan en fuktig handduk läggas på formen för att påskynda nedkylningen. Innan kakan tas ut ur formen löses kanterna med en tårtpalett eller liknade. Chiffonkakan kan serveras som den är eller skäras upp till tårtbottnar.

## Användning
Chiffonkakor kan serveras som de är med någon form av glasyr, smörkräm eller kräm på eller skäras i skivor och användas som tårtbottnar. Då fuktas de vanligtvis med sockerlag eller nåt liknande och varvas och täcks med en fyllning såsom smörkräm, vaniljkräm eller vispad grädde. De kan också användas i kylda eller frysta bakverk eftersom oljan i dem inte stelnar i kyla som smör.

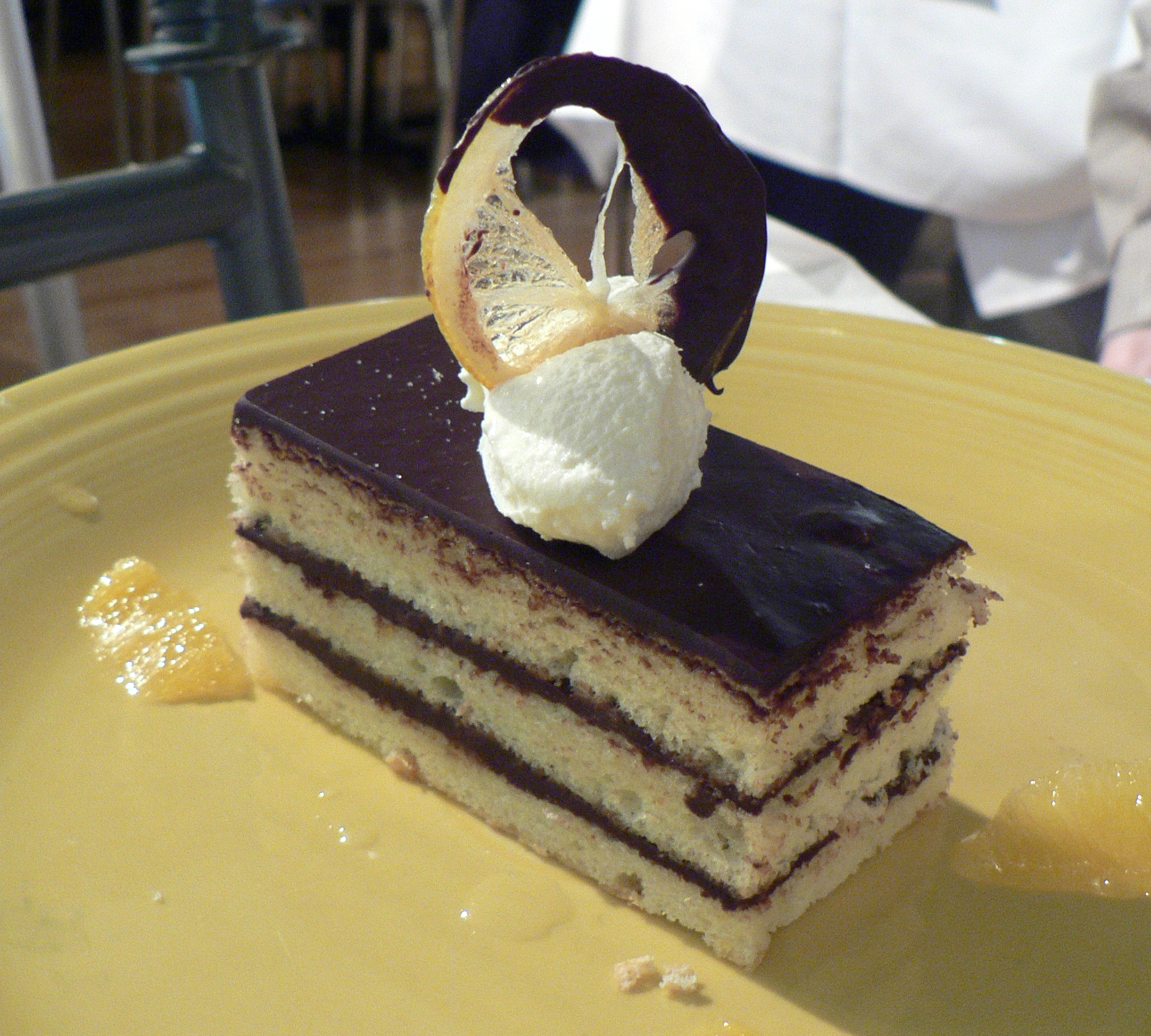
Skivor av chiffonkakor varavade med ganache.

Chiffon kan smaksättas med aromer i smeten och i glasyrer och krämer som den toppas med. Några varianter av chiffonkakor är:
- Citronchiffon: Med citronzest och citronsaft i smeten och kakan toppad med citronglasyr.[2]
- Chokladchiffon: Med kakaopulver i smeten och kakan toppad med ganache.[2]
- Kokoschiffon: Med kokosflingor i smeten och kakan toppad med vispad grädde och rostade kokosstrimlor.[2]
- Jordgubbschiffon: Med pureat jordgubb i smeten och kakan toppad med färska jordgubbar och vispad grädde.[2]
- Apelsinchiffon: Med apelsinzest och apelsinjuice i smeten och kakan toppad med apelsinglasyr.[7]

## Historia

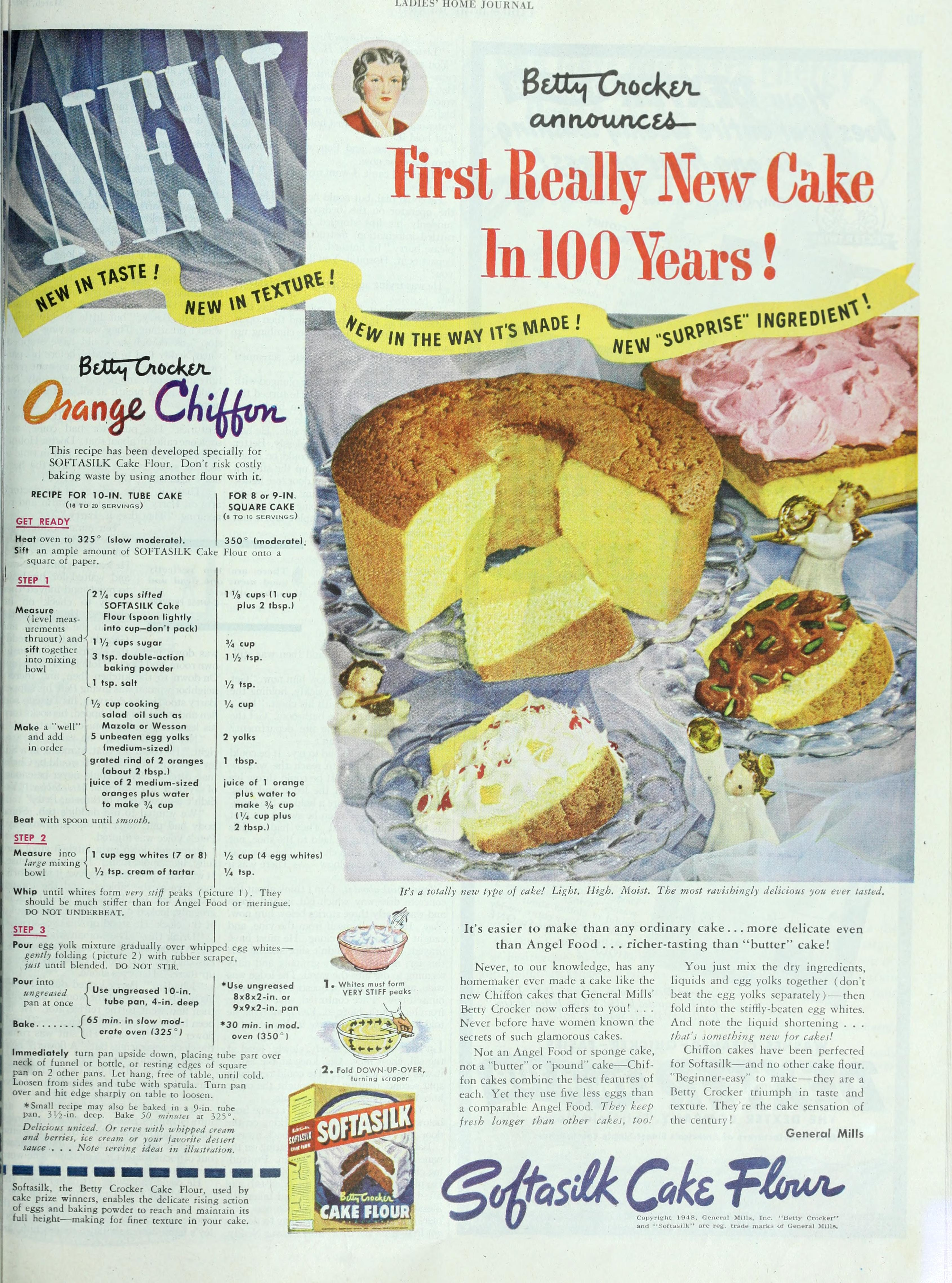
Betty Crocker-pamflett med chiffonrecept.

Chiffonkakan uppfanns i USA i slutet av 1920-talet av en amerikansk konditor vid namn Harry Baker. Han kom fram till receptet efter ett år av experimenterande. Baker sålde kakan till sina kunder men höll receptet hemligt i 20 år tills han sålde det till General Mills, som spred receptet genom marknadsföringsmaterial på 1940- och 1950-talen under namnet chiffon, och en uppsättning av 14 recept och varianter släpptes till allmänheten i en Betty Crocker-pamflett som publicerades 1948.